# Legends of the Dark Knight
Batman: Legends of the Dark Knight, nota anche come Legends of the Dark Knight, è stata una rivista antologica edita dalla DC Comics dal 1989 al 2007 per 215 numeri.

## Storia editoriale
La testata, la prima dai tempi dello Swamp Thing di Moore-Bissette-Totleben a non presentare il bollino della Comics Code Authority, ha presentato archi narrativi autoconclusivi di 3/5 albi che formano delle saghe complete realizzati da autori estranei alle serie ufficiali di Batman o che volevano andare oltre i limiti imposti dal Comics Code al fine di realizzare storie più adulte ed esplorare e approfondire quegli aspetti della saga di Batman che spesso vengono trascurati nelle serie regolari. In Italia le avventure della testata vennero presentare prima sulla testata Batman edita dalla Glénat, quindi su una testata periodica apposita, Le leggende di Batman, edita dalla Play Press, e poi in volumi con archi narrativi completi.

### Elenco degli archi narrativi
- Sciamano, di Dennis O'Neil-Ed Hannigan-John Beatty: dove si racconta del periodo trascorso in Alaska;
- Gothic, di Grant Morrison-Klaus Janson: una storia urbana mescolata alla magia;
- La preda, di Doug Moench-Paul Gulacy-Terry Austin: dove si reintroduce Hugo Strange;
- Veleno di Dennis O'Neil-Russell Braun, con layout di Trevor Von Eeden-José Luis Garcia Lopez: dove Batman sperimenta le sostanze stupefacenti;
- Flyer, di Howard Chaykin-Gil Kane: dove Batman deve affrontare una minaccia proveniente dalla Seconda guerra mondiale;
- Volti, di Matt Wagner: con Due Facce come avversario;
- Family, di Jim Hudnall-Brent Anderson: un fill-in dove viene rapito Alfred;
- Lame, di James Robinson-Tim Sale: con la sfida con lo Spadaccino, un vigilante che sembra uscito da un film di Zorro;
- Mercy, di Dan Abnett, Andy Lanning-Colin McNeil: un fill-in sul mondo sommerso dei combattimenti illegali;
- Le leggende del Bat-Mito, di Alan Grant-Kevin O'Neil: con il ritorno del Bat-Mito;
- Maschere, di Bryan Talbot: una versione distorta di Batman;
- Tramonto, di Tom Joyner-Jim Fern: un fill-in in cui l'avversario è una vecchia attrice del passato ormai vampiro;
- La serra, di John Francis Moore-P.Craig Russel: con Poison Ivy come avversaria;
- Asfalto, di Steven Grant-Shawn McManus: dove si riprende la battaglia di James Gordon contro i poliziotti corrotti di Gotham, già accennata in Anno Uno;
- Calore, di Doeg Moench-Russ Heath: dove si riprende il personaggio di Catman e si affronta il rapporto con Catwoman;
- Segreti, di Robert Loren Fleming-David G.Klein: dove l'ennesimo maestro di Bruce si rivela un criminale e dove interviene il misterioso Ragman;
- Tao, di Alan Grant-Arthur Ranson: dove viene approfondito il periodo di addestramento in Tibet;
- Sanctum, di Dan Raspler-Mike Mignola: fill-in dai toni lovecraftiani;
- La torre, di Chuc Dixon-Mike McMahon: storia con un Batman del futuro;
- Tempesta, di Andrew Donkin, Graham Brand-John Higgins: fill-in d'azione in memoria di Graham S.Brand;
- Terminus Hotel, di Jaimie Delano-Chris Bachalo-Mark Pennington: fill-in oscuro in cui la voce narrante, il Terminus Hotel del titolo, racconta di come Batman, oscuro demone notturno, conduce la sua caccia tra i fuggitivi della città;
- Tornare in sé, di De Matteis-Joe Staton-Steve Mitchell: dove viene approfondito il rapporto Batman-Joker;
- Criminali, di Steven Grant-Mike Zeck: storia di ambientazione carceraria ambientata a Blackgate;
- Licantropus, di James Robinson-John Watkiss: storia londinese in tre parti;
- Motori, di Ted McKeever: in cui Batman viene visto dal punto di vista dell'assassino;
- Il grande sonno, di Scott Hampton: in cui Batman attraversa le terre del sonno per far uscire Bruce dal coma;
- Cimeli, di Mark Millar-Steve Yeowell-Dick Giordano: fill-in natalizio;
- Idoli, di James Vance-Dougie Braithwaite-Sean Hardy: storia ambientata nel primo anno di attività di Batman, con i tentativi dello stesso di restare semplice leggenda urbana;
- Virus, di Warren Ellis-John McCrea: storia urbana contro due supersoldati infettati da un virus letale;
- Citadel, di James Robinson-Tony Salmons: una sorta di storia-videogioco in cui Batman, per acciuffare il boss mafioso di turno, deve superare un palazzo che ad ogni piano presenta un trabocchetto;
- La congiura, di Doug Moench-J.H.Williams III-Mick Gray: Batman contro una fantomatica setta satanica che organizza un complotto simile a quello che, sembra, abbia portato alla morte di John Fitzgerald Kennedy;
- Creta, di Alan Grant-Quique Alquatena: una riedizione del primo scontro con Mattew Hagen, il secondo Faccia di Creta;
- Freak Out, di Garth Ennis-Will Simpson: dove un folle criminale dall'aspetto simile a John Lennon cerca di inondare Gotham con una droga letale;
- Storie, di Michael Gilbert: in cui l'autore omaggia i grandi autori che hanno fatto la storia di Batman, da Kane-Finger-Fox (con una riedizione dell'avventura contro il Monaco), a Finger-Paris-Sprang (con una sfida contro l'Uomo Lampadina), a O'Neil-Giordano-Adams (con una sfida contro un avversario intenzionato a succhiare la gioventù agli esseri umani per vivere in eterno), a Giarrano, uno dei disegnatori durante il periodo Valley;
- Sporchi trucchi, di Dan Abnett, Andy Lanning-Anthony Williams: dove bisogna sventare un complotto spionistico;
- Passi, di Paul Jenkins-Sean Philipps: indagine su un omicidio in cui l'unico testimone è un ragazzo autistico;
- La scelta, di Dennis O'Neil-Dave Taylor, sulle origini di Dick Grayson, e Gran giornata per tutti, di James Robinson-Lee Weeks, dove vengono rivissuti gli istanti finali di Una morte in famiglia mescolati con il primo giorno da Robin di Jason Todd: le due storie, insieme ad una serie di pin-up di vari autori (tra cui si segnalano Frank Miller, Gene Ha, Walter Simonson, Joe Quesada e Jimmy Palmiotti, Curt Swan-Klaus Janson) celebrano il 100.mo numero della collana;
- Le incredibili avventure di Batman, di John Wagner-Carlos Ezquerra: storia ambientata nel futuro in cui una guardia del corpo robotica indossa i panni di Batman per sventare la minaccia di un terrorista;
- The arrow and the bat, di Dennis O'Neil-Sargio Cariello-Matt Ryan: dopo Terra di Nessuno, durante la quale la testata ha presentato storie collegate al crossover batmaniano, Legends torna alla normale programmazione con un team-up con Oliver Queen, la prima Freccia Verde (pubblicato sui numeri 127 - 131);
- Assedio, di Archie Goodwin, James Robinson-Marshall Rogers-Bob Wiaceck, John Cebollero: il seguito della storia con Silver St.Cloud, iniziata da Steve Englehart e dallo stesso Rogers (pubblicato sui numeri 132 - 136);
- Terrore, di Doug Moench, Paul Gulacy e Jimmy Palmiotti: ritorna l'Hugo Strange comparso in Preda, questa volta in combutta con lo Spaventapasseri. Come chicca finale, uno Strange creduto morto cerca di strangolare lo Spaventapasseri come già il suo fantasma in era pre-Crisis aveva fatto con il suo uccisore di allora, Rupert Thorne (pubblicato sui numeri 137 - 141).
- Paura della fede pubblicato sul n. 116
- Panem et circenses pubblicato sul n. 117
- Equilibrium pubblicato sul n. 118
- Rivendicazione pubblicato sul n. 119
- Riunione pubblicato sul n. 120
- Giochi di potere pubblicato sul n. 121
- Dove le luci bruciano piano pubblicato sul n. 122
- La ferrovia pubblicato sul n. 123
- Capitano di industria pubblicato sul n. 124
- Neve: Una storia che racconta le origini di Mr. Freeze, un mortale nemico di Batman,  da una nuova prospettiva, originariamente apparsa su Legends of the Dark Knight nn. 192-196. Una tragedia familiare forgia l'ossessione di un supercriminale, e un giovane Batman deve assemblare una forza d'attacco perché lo aiuti a far fronte alla sua minaccia.
- Segreti (Batman: Secrets nn. 1 - 5):  saga completa in cinque parti di Sam Kieth, nella quale il Cavaliere Oscuro affronta il suo peggior nemico, il Joker, che ha rovinato la reputazione degli eroi agli occhi dei media e del pubblico.

### Annual
Oltre alle storie della serie regolare, ci sono gli Annual, ovvero albi speciali stagionali:
- Duello, di Dennis O'Neil ed autori vari: Autori: Jim Aparo, Keith Giffen, Joe Quesada, Dan Spiegel, Tom Lyle, James Blackburn, Malcom Jones III, Joe Rubinstein, Ty Templeton, Michael Golden. Batman, ferito alla testa e con un fardello che si trascina in mezzo ad una tormenta di neve, inizia a delirare attraversando storie ed immagini che richiamano alla sua carriera, fino alla fine del suo delirio con la scoperta che è il Joker il suo eterno fardello (pubblicato su Annual 1991);
- Voti, di Dennis O'Neil-Michael Netzer-Luke McDonnel: dove viene rapito nuovamente James Gordon jr., ora bambino, proprio durante i preparativi per il matrimonio tra Gordon e la collega Sarah Essen (pubblicato su Annual n. 2 del 1992);
- Ali, di Chuck Dixon-Quique Alcatena: dove vengono rielaborate le origini di Man-Bat;
- Jazz, di Gerard Jones-Mark Badger: dove viene ricostruita e resa leggendaria la vita di Charlie Parker, Bird, che nella storia batmaniana diventa Blue Bird. Ottima occasione per gli autori per rivivere le atmosfere ed una parte della storia del jazz, quasi seguendo la linea tracciata da La tromba del diavolo in Batman: Black & White;
- Mitefall, di Alan Grant-Kevin O'Neil: il seguito de Le leggende del Bat-Mito, già pubblicato nella serie regolare;
- Jeph Loeb-Tim Sale: realizzano tre speciali, Follia (con il Cappellaio Matto, Barbara e James Gordon), Scelte (con lo Spaventapasseri), Fantasmi (con Poison Ivy, Joker e Lucius Fox), una sorta di prologo per Batman: Il lungo Halloween e Batman: Vittoria oscura (pubblicati negli speciali della serie Halloween 1993 e Halloween 1995).

## Altri media
Legends of the Dark Knight è anche il titolo di un episodio della serie animata Batman: Gotham Knights.